# Miroslav Stoch
Miroslav Stoch (* 19. říjen 1989, Nitra) je slovenský fotbalový záložník a bývalý reprezentant, od ledna 2025 hráč klubu FK Lety. Mimo Slovensko působil na klubové úrovni v Anglii, Nizozemsku, Turecku, Řecku, ve Spojených arabských emirátech, Polsku a Česku. Účastník Mistrovství světa 2010 v Jihoafrické republice a EURA 2016 ve Francii.
Za roky 2009 a 2010 vyhrál cenu Petera Dubovského, která se na Slovensku uděluje nejlepšímu slovenskému hráči do 21 let. 7. ledna 2013 vyhrál cenu FIFA Puskás Award za nejhezčí gól roku 2012, ve které hlasují fanoušci. Stoch předvedl krásnou střelu přímo z voleje a obdržel za ni více hlasů než sólo Brazilce Neymara či fotbalové nůžky Kolumbijce Radamela Falcaa.

## Klubová kariéra
Svoji fotbalovou kariéru začal v týmu FC Nitra, kde v sezoně 2005/2006 debutoval v seniorské kategorii v nejvyšší soutěži.

### Chelsea FC
V létě 2006 přestoupil do Anglie, do mužstva Chelsea FC z Londýna.
V sezóně 2008/09 se dostal na soupisku A-týmu FC Chelsea pro Ligu mistrů UEFA. V dresu Chelsea poprvé nastoupil 30. listopadu 2008 v domácím zápase 15. kola Premier League v derby proti Arsenal FC (prohra 1:2), v 81. minutě vystřídal Deca. V prosinci 2008 o něho projevil zájem trenér klubu FC Watford Brendan Rodgers. Celkem za klub odehrál čtyři ligová střetnutí.

### FC Twente (hostování)

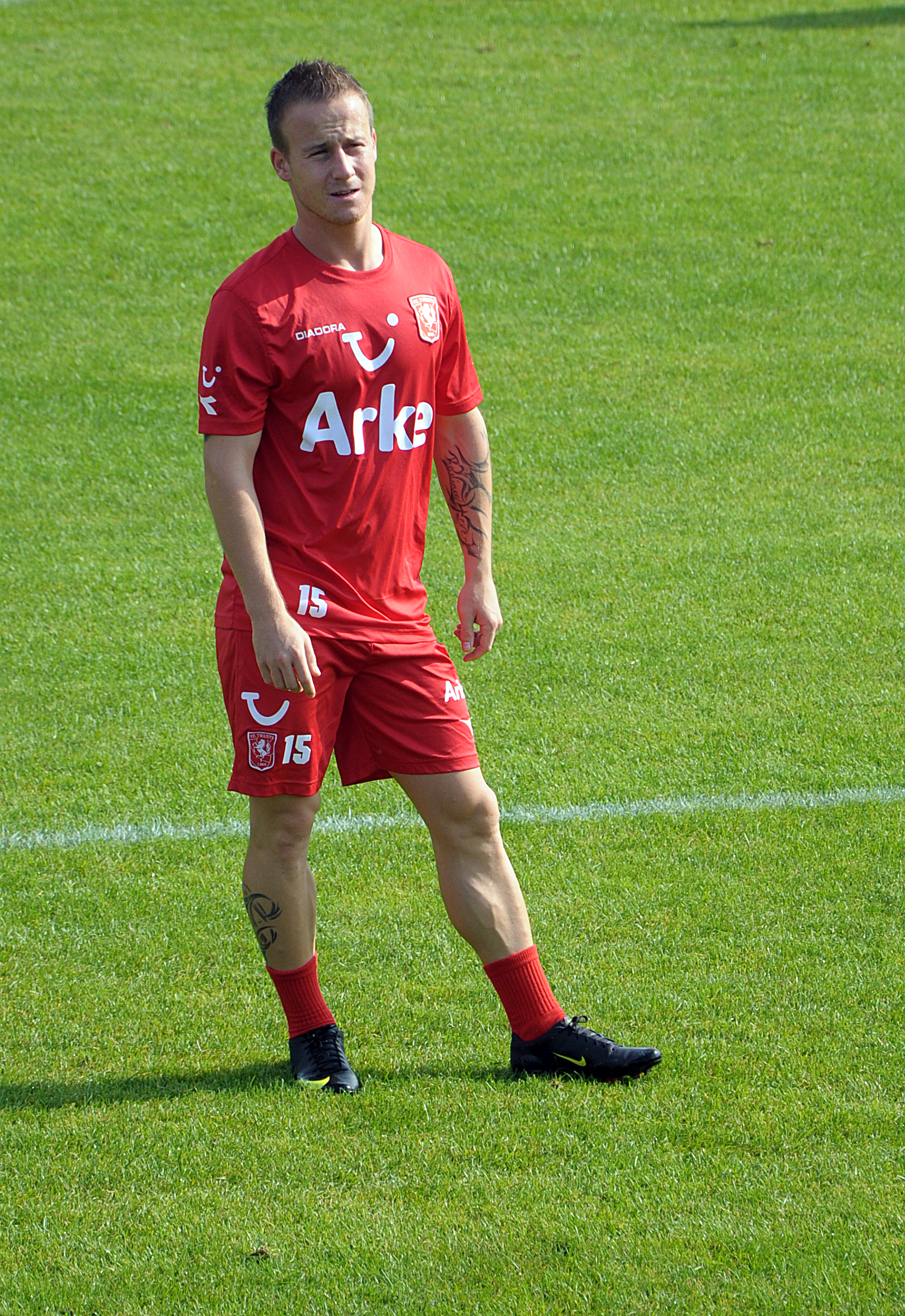
Miroslav Stoch v dresu FC Twente

V létě 2009 odešel kvůli většímu zápasovému vytížení na hostování do nizozemského mužstva FC Twente. Během ročníku nastoupil v lize ke 32 zápasů, ve kterých vsítil deset branek. Na jaře 2010 získal s Twente mistrovský titul.

### Fenerbahçe Istanbul
10. června 2010 podepsal čtyřletou smlouvu s tureckým velkoklubem Fenerbahçe SK. V základní skupině C Evropské ligy 2012/13 pomohl k obsazení prvního místa a zisku 13 bodů, i když většinou jen střídal. V osmifinále vyřadil Fenerbahçe běloruský klub FK BATE Borisov po výsledku 0:0 venku a 1:0 doma (tento zápas v Turecku se však hrál bez diváků), Stoch však nezasáhl ani do jednoho zápasu. Po určité pauze, kdy nebyl ani na lavičce náhradníků, nastoupil v semifinále Evropské ligy 2. května v odvetném zápase s portugalským klubem Benfica Lisabon. Benfica ale zvítězila 3:1, smazala prohru 0:1 z prvního zápasu v Istanbulu a postoupila do finále, Fenerbahçe bylo vyřazeno. V klubu také získal ligový titul a dvakrát prvenství v tureckém poháru. 
V červenci 2014 prodloužil smlouvu do léta 2018 (původně měla končit v roce 2016). V zimním přestupovém období sezony 2016/17 o Stocha projevila zájem SK Slavia Praha, ale z transferu nakonec sešlo.

### PAOK Soluň (hostování)
V srpnu 2013 odešel na roční hostování do řeckého týmu PAOK Soluň, který získal i opci na případný přestup. První gól vstřelil 21. srpna 2013 v utkání 4. předkola Ligy mistrů, zařídil tak remízu 1:1 s německým týmem FC Schalke 04, který hrál doma. 1. září 2009 vstřelil dva góly hostujícímu Panionisu Atény, PAOK zvítězil 4:1. Výbornou formu si držel dál, 14. září 2013 se podílel vítěznou brankou na výhře 2:1 proti týmu Verie. 24. října 2013 v utkání základní skupiny Evropské ligy 2013/14 s izraelským celkem Makabi Haifa neproměnil v prvním poločase 2 pokutové kopy, střetnutí přesto skončilo vítězstvím PAOKu 3:2. 22. ledna 2014 vstřelil dva góly v odvetném zápase osmifinále řeckého poháru proti Iraklisu Soluň. PAOK zvítězil 5:1 a v prvním zápase 1:0 a postoupil do čtvrtfinále. S PAOKem se nakonec dostal do finále řeckého poháru, v němž jeho tým podlehl Panathinaikosu 1:4. Po sezoně 2013/14 se vrátil do Fenerbahçe SK. Za PAOK nastoupil k 30 ligovým utkáním a dal sedm gólů.

### Al Ain FC (hostování)
Po prodloužení smlouvy s Fenerbahçe odešel v červenci 2014 na roční hostování do klubu Al Ain ze Spojených arabských emirátů. Napodobil tak svého krajana a vrstevníka Vladimíra Weisse, který rovněž odešel v roce 2014 z evropské do některé arabské fotbalové ligy. Po sezóně 2014/15 slavil Miroslav Stoch s Al Ainem zisk ligového titulu. Během roku vsítil v lize devět branek ve 24 střetnutích.

### Bursaspor (hostování)
V srpnu 2015 se rozhodl pro hostování v tureckém klubu Bursaspor, kde o něj jevil zájem trenér Ertuğrul Sağlam. V dresu Bursasporu si připsal 25 ligových zápasů, ve kterých jednou rozvlnil síť.

### SK Slavia Praha
V srpnu 2017 přestoupil z Fenerbahçe do českého klubu SK Slavia Praha, který o něj projevoval zájem již v zimním přestupovém období sezóny 2016/17. Podepsal smlouvu na dva roky. Ve Slavii vs sezoně 2017/18 připsal 25 ligových zápasů a vsítil 4 branky z toho jednu do sítě Sparty, když Slavia prohrávala 3:0 (konec 3:3), toto byla jeho premiérová branka v sešívaném, také se v této sezoně prosadil v přátelském duelu proti Šachtaru trefou přes celé hřiště.
Sezona 2018/19 se mu vydařila daleko lépe. V EL se trefil proti Zenitu Petrohrad v posledním kole skupinové fáze, když se trefil nádherně točenou střelou a zvýšil na 2:0. V osmifinále Evropské ligy 2018/19 vstřelil gól Seville a Slavia si vezla domů nadějnou remízu 2:2. V 2. zápase Slávisté vyhráli 4:3 a slavili postup do čtvrtfinále. V domácí lize 2018/19 Stoch nastoupil k 33 zápasům a trefil se 12×. Na konci sezony přestoupil opět do Paoku Soluň.

### Paok Soluň
V červenci 2019 přestoupil do Paoku Soluň ze Slavie. V Soluni se mu nedařilo. Jeho výkony šly prudce dolů. V Paoku nastoupil k 11 utkáním a Stoch si připsal 1 asistenci. V zimní přestávce se spekulovalo o možném návratu do Slavie. S klubem se připravoval. V lednu 2021 podepsal 4 měsíční smlouvu se Zagłębiem Lubin.

### Zagłębie Lubin
V lednu 2021 podepsal 4 měsíční smlouvu se Zagłębiem. V klubu se také neprosadil. Vedení řeklo "Těžko říct, proč se víc neprosadil. Možná by to dopadlo lépe, kdyby se k nám připojil o něco dřív, když jsme ještě byli na soustředění v Turecku. Jenže Miro čekal až do konce přestupního termínu na nabídku z MLS," dumal sportovní ředitel klubu Ľubomír Guldan.
V klubu nastoupil k 9 utkání a už skoro 2 roky čeká na vstřelenou branku. V klubu po 4 měsících skončil.

## Reprezentační kariéra
Miroslav Stoch debutoval v A-mužstvu slovenské fotbalové reprezentace 10. února 2009 v přípravném utkání v rámci turnaje Cyprus International Tournament na Kypru proti Ukrajině (Slovensko soupeři podlehlo 2:3), nastoupil na hřiště v 69. minutě.
Svůj první reprezentační gól v A-mužstvu zaznamenal v domácím kvalifikačním utkání 6. června 2009 proti San Marinu, které Slovensko vyhrálo na Tehelném poli 7:0. Stoch se prosadil v 35. minutě, když zvyšoval na průběžných 4:0. V kvalifikaci na EURO 2012 vstřelil v základní skupině B jeden gól (7. září 2010 proti Rusku, výhra 1:0), Slovensko se umístilo s 15 body na konečné čtvrté příčce tabulky a na evropský šampionát nepostoupilo.
14. listopadu 2012 odehrál první poločas přátelského zápasu s Českem v Olomouci, ve druhém poločasu jej nahradil na hřišti Marek Bakoš. Slovenská reprezentace podlehla domácímu mužstvu 0:3. 6. února 2013 nastoupil v Bruggách proti domácí Belgii. Slovensko sahalo po remíze, ale nakonec utkání prohrálo 1:2 gólem z 90. minuty. V červenci 2013 jej nový trenér Slovenska Ján Kozák dočasně vyřadil z reprezentace kvůli mimofotbalovým výstřelkům (vyřazen byl i v roce 2011 za jízdu pod vlivem alkoholu). V říjnu 2013 byl opět nominován do národního týmu.
9. října 2014 vstřelil vítězný gól v kvalifikačním zápase na EURO 2016 proti Španělsku, v 86. minutě prostřelil po centru Michala Ďuriše hlavou zblízka brankáře Ikera Casillase. Slovensko po úvodní výhře nad Ukrajinou vyhrálo i nad mistry Evropy Španěly 2:1 a potvrdilo výborný vstup do kvalifikace. Se slovenskou reprezentací slavil 12. října 2015 postup na EURO 2016 ve Francii (historicky první pro Slovensko od rozdělení Československa).

### Mistrovství světa 2010
Slovensko se utkalo na Mistrovství světa ve svém prvním utkání v základní skupině F s nováčkem šampionátu Novým Zélandem, jediný slovenský gól vstřelil v 50. minutě hlavou Róbert Vittek, kterého v 84. vystřídal na hřišti Miroslav Stoch. Slovensko vítězství neudrželo, v 93. minutě zařídil konečnou remízu 1:1 hlavičkující Winston Reid. Ve druhém utkání 20. června 2010 podlehlo Slovensko jihoamerickému mužstvu Paraguaye 0:2, Stoch střídal v 83. minutě Kornela Salátu. 24. června 2010 nastoupil v základní sestavě ve třetím zápase Slovenska v základní skupině proti Itálii a pomohl tak reprezentaci k vítězství 3:2 a postupu do osmifinále ze druhého místa na úkor Itálie.
V osmifinále se Slovensko střetlo Nizozemskem, v nastaveném čase (94. minuta) snižoval Róbert Vittek z pokutového kopu na konečných 1:2, Stoch opět odehrál celé utkání. Do čtvrtfinále turnaje postoupil pozdější vicemistr Nizozemsko.

### EURO 2016
Trenér Ján Kozák jej vzal společně na EURO 2016 ve Francii, kam se Slovensko probojovalo poprvé v éře samostatnosti. V prvním utkání nastoupil proti Walesu, Slovensko prohrálo 1:2. Ve druhém zápase proti Rusku (výhra 2:1) a v posledním zápase základní skupiny proti Anglii (0:0) nehrál. Slovenští fotbalisté skončili se 4 body na třetím místě tabulky, v osmifinále se představili proti reprezentaci Německa (prohra 0:3, Stoch nenastoupil) a s šampionátem se rozloučili. Po šampionátu jej trenér Kozák vyřadil z kádru slovenské reprezentace. „Nastala situace, po které si další spolupráci představit nedokážu,“ uvedl.

### Reprezentační zápasy a góly

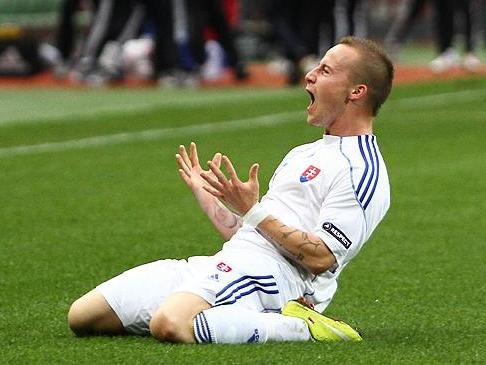
Miroslav Stoch v reprezentačním dresu v roce 2010

Zápasy Miroslava Stocha za A-mužstvo Slovenska
| 2009                | 9  | 1 |
| 2010                | 13 | 2 |
| 2011                | 5  | 0 |
| 2012                | 8  | 1 |
| 2013                | 4  | 0 |
| 2014                | 9  | 1 |
| 2015                | 3  | 0 |
| 2016                | 4  | 0 |
| Celkem              | 55 | 6 |
| Platí k 11. 8. 2017 |    |   |

Góly Miroslava Stocha za A-mužstvo Slovenska
| 010                 | 6. 6. 2009  | Tehelné pole, Bratislava, Slovensko     | San Marino | 04:0 0(35.) | 7:0 | kvalifikace na MS 2010   |
| 02                  | 11. 8. 2010 | Stadion Pasienky, Bratislava, Slovensko | Chorvatsko | 01:0 0(50.) | 1:1 | přátelské utkání         |
| 03                  | 7. 9. 2010  | Moskva, Rusko                           | Rusko      | 00:1 0(27.) | 0:1 | kvalifikace na EURO 2012 |
| 04                  | 29. 2. 2012 | Bursa, Turecko                          | Turecko    | 00:2 0(39.) | 1:2 | přátelské utkání         |
| 05                  | 9. 10. 2014 | Štadión pod Dubňom, Žilina, Slovensko   | Španělsko  | 02:1 0(86.) | 2:1 | kvalifikace na EURO 2016 |
| 06                  | 29. 3. 2016 | Aviva Stadium, Dublin, Irsko            | Irsko      | 00:1 0(14.) | 2:2 | přátelské utkání         |
| Platí k 11. 6. 2019 |             |                                         |            |             |     |                          |

## Osobní život
S českou modelkou Paulou Bedžetiovou má syna Tobiase narozeného v březnu roku 2017.

## Úspěchy

### Reprezentační
- 1× účast na Mistrovství světa (2010 - osmifinále)

### Individuální
- 2× Cena Petra Dubovského (nejlepší slovenský fotbalista do 21 let) - 2011, 2012 [3]
- 1× cena FIFA Puskás Award - 2012 [4]